# Karl Sell (Mediziner)
Karl Christian Heinrich Sell (geboren 1907 in Kiel; gestorben 14. Juni 1982) war ein deutscher Orthopäde, der als einer der Pioniere der Manuellen Medizin in Deutschland gilt.

## Leben
Während des Zweiten Weltkriegs kam Sell mit chirotherapeutischen bzw. osteopathischen Techniken in Berührung. Er war später Chefarzt einer Reha-Klinik in Neutrauchburg bei Isny und gründete dort im Jahr 1953 ein Fortbildungsinstitut (Ärzteseminar Dr. Karl Sell), das zur wissenschaftlichen Anerkennung der Manuellen Medizin als Zusatzqualifikation für Ärzte beitrug und bis heute existiert. Er war auch zeitweise Präsident der Deutschen Gesellschaft für Manuelle Medizin (DGMM).
1978 erhielt Sell von der Bundesärztekammer die Ernst-von-Bergmann-Plakette verliehen.